# Casa del carrer de Salomó ben Adret, 7
La casa del carrer de Salomó ben Adret, 7 és un edifici situat al carrer d'aquest nom (anteriorment Sant Domènec del Call) cantonada al de Marlet de Barcelona, catalogat com a bé cultural d'interès local. Actualment, és propietat de l'Associació Call de Barcelona, que hi té una sinagoga.

## Història
A finals del segle xiv, la finca ocupava la plaça davantera de la Sinagoga Major del Call, i probablement era destinada a algun dels seus serveis. Dos anys després de la massacre del 1391, va ser venuda per Reginó (Clara) Saladí, filla del rabí Ferrer Saladí i esposa de Caravida Salamó (Francesc) Saporta, al corredor d'orella Ramon Llagostera per 80 lliures.
El 1602, el mercader Simó Canyet l'establí en emfiteusi al jurista Miquel Salvà, amb l'obligació d'invertir-hi en millores 150 lliures i un cens anual de 30. Salvà amplià la propietat cap a ponent amb l'antic departament de dones de la Sinagoga, i a la seva mort, llegà la finca al seu nebot Joan Baptista Borrell, metge, que deixà com a hereus dues filles incapacitades del seu primer matrimoni i un nebot jurista però dement. La seva segona muller, Elisabet, es casà en segones noces amb el jurista Francesc Climent, que el 1679 l'establi al canonge Francesc de Verdier, doctor en teologia, amb l'obligació d'invertir-hi 25 lliures en un any, i un cens de 48 lliures i 10 sous anuals. Aquest, en compliment del contracte, hi féu millores, però morí poc després i deixà la casa en herència al seu germà Domènec, que havia adquirit tres finques més de l'illa.
Malmesa pel setge del 1713-1714, Domènec de Verdier, juntament amb la seva muller Eulàlia i el seu fill Alexandre, la van cedir al jurista Alfons de Pallarès, i el cadastre de 1716 la descriu amb un sol portal i dos pisos: una entrada i estudis a la planta baixa; dues sales, una cuina i una alcova inhabitable al primer pis, i unes golfes al segon. Pallarès redimiria el cens imposat per Francesc Climent, i el 1763 l'establiria de nou al notari Carles Carbonell amb la imposició d'un cens de 82 lliures, de les quals 3 es pagaven al Col·legi de Sant Sever. El 1774, aquest  va demanar permís per a obrir-hi una porta i eixamplar-ne una altra, i novament el 1778 per a construir-hi uns balcons.
Els seus hereus la vengueren a Joan Serra, i després de litigis i concòrdies, la casa va passar a mans de Josep Font i Galceran, i el 1853, el seu fill Josep Maria Font i Carbonell la vengué a Carme Casademunt, vídua de Pau Torrents i Miralda, a qui li devia diners. El 1857 i 1858, la nova propietària va demanar permís per a reformar-ne i consolidar-ne la façana, i el 1870 va redimir el cens de 82 lliures que es pagava a l'Estat en virtut de les lleis de desamortització. Va morir el 1886, llegant la casa a Soledat Pich i Lafont.

## Descripció
Consta de planta baixa, pis principal i dos pisos més. El parament és de carreus petits irregulars i ben escairats entre els quals destaquen els emmarcaments de les obertures i la cantonera. La planta baixa disposa d'obertures als dos carrers amb finestres enreixades i la porta d'entrada d'arc de mig punt adovellat. Al pis principal hi ha balcons individuals de mida decreixent amb l'alçada. A l'últim pis hi ha una galeria amb trams cecs, fruit de la restauració dels anys 1960. Prop de la cantonada hi ha una fornícula amb una imatge de terracota de Sant Domènec de Guzman.

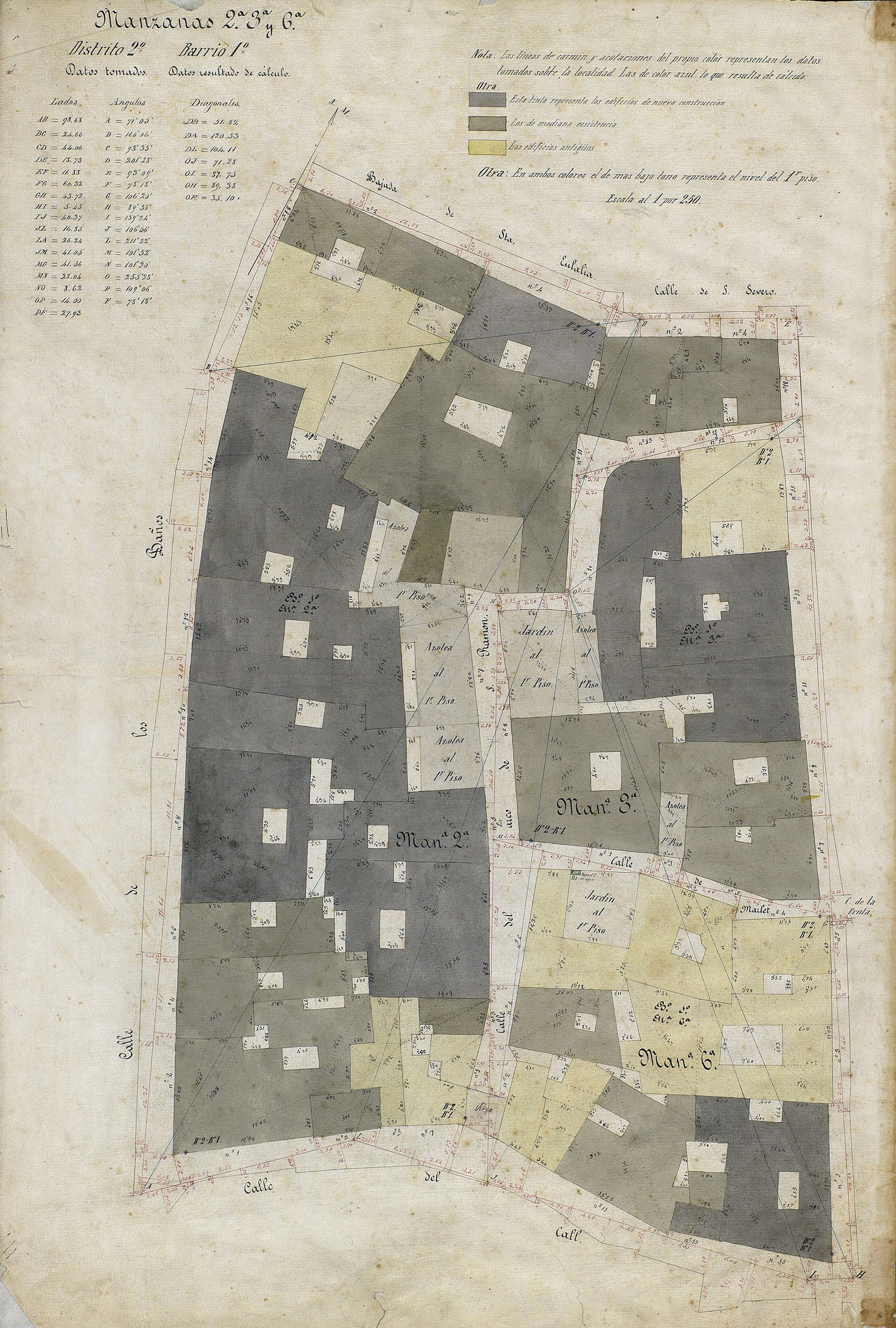
Quarteró núm. 28a de Garriga i Roca (c. 1860)